# Canton de Reims-4
Le canton de Reims-4 est une circonscription électorale française située dans le département de la Marne et la région Grand Est.

## Géographie
Ce canton est organisé autour de Reims dans l'arrondissement de Reims.

## Histoire
Le canton de Reims-IV est créé en 1889.
Il est modifié par décret du 13 juillet 1973 réorganisant les cantons de Reims.
Il est à nouveau modifié par le décret du 31 janvier 1985 créant le canton de Reims-10.
Par décret du 21 février 2014, le nombre de cantons du département est divisé par deux, avec mise en application aux élections départementales de mars 2015. Le canton de Reims-4 est conservé et voit ses limites territoriales remaniées.

## Représentation

### Conseillers d'arrondissement de 1889 à 1940
| Période                                  | Période      | Identité                             | Étiquette | Qualité |
| ---------------------------------------- | ------------ | ------------------------------------ | --------- | --- |
| 1889                                     | 1895         | Nicolas-Paul Houzeau (1837-1913)     |           | Négociant et industriel, conseiller municipal de Reims                                                      |
| 1895                                     | 1900 (décès) | Léon Vincent Vernouillet (1831-1900) |           | Épicier puis rentier à Reims                                                                                |
| 1901                                     | 1913         | Charles-Lucien David                 | Rad.      | Président des débitants marchands de vin, conseiller municipal de Reims                                     |
| 1913                                     | 1919         | Léon Tixier (1865-1962)              | Rad.      | Entrepreneur de maçonnerie, conseiller municipal de Reims                                                   |
| 1919                                     | 1922         | Jean Pannetier                       | Rad.      | Propriétaire à Reims                                                                                        |
| 1922                                     | 1928         | Georges Hodin                        | Rad.      | Représentant, Reims                                                                                         |
| 1928                                     | 1937         | Francis Tixier                       | Rad.      | Ingénieur civil, Reims                                                                                      |
| 1937                                     | 1940         | Théophile Billa (1878-1961)          | SFIO      | Chauffeur mécanicien, Tinqueux                                                                              |
| 1940                                     |              |                                      |           | Les conseils d'arrondissement ont été suspendus par la loi du 12 octobre 1940 et n'ont jamais été réactivés |
| Les données manquantes sont à compléter. |              |                                      |           | |

### Conseillers généraux de 1889 à 2015
| Période | Période          | Identité                   | Étiquette   | Qualité |
| ------- | ---------------- | -------------------------- | ----------- | --- |
| 1889    | 1894 (démission) | Henri Jolicœur (1839-1895) | Républicain | Médecin à Reims |
| 1894    | 1900 (démission) | Charles Arnould            |             | Maire de Reims (1900-1904)                                                                                         |
| 1900    | 1904             | Prosper Lucien Sorbon      | Rad.        | Pharmacien - Maire de Saint-Brice-Courcelles                                                                       |
| 1904    | 1919             | Edmond Lesourd             | Rad.        | Professeur à l'École pratique de commerce et d'industrie Adjoint au Maire de Reims                                 |
| 1919    | 1922             | Émile-Ernest Guernier      | SFIO        | Conseiller municipal de Reims                                                                                      |
| 1922    | 1928             | Jean Pannetier             | Rad.        | Ancien combattant, conseiller d'arrondissement, Reims                                                              |
| 1928    | 1940             | Georges Hodin (1875-1951)  | Rad.        | Représentant Premier Adjoint au maire de Reims, conseiller d'arrondissement Nommé conseiller départemental en 1943 |
|         |                  |                            |             | |
| 1945    | 1949             | Fernand Kinet              | PCF         | Chef comptable Ancien Président du Comité Local de Libération Adjoint au maire de Reims                            |
| 1949    | 1955             | René Bride                 | MRP         | Pharmacien Maire de Reims (1953-1957)                                                                              |
| 1955    | 1961             | Fernand Kinet              | PCF         | Ancien adjoint au maire de Reims                                                                                   |
| 1961    | 1973             | René Bride                 | DVD         | Maire de Reims (1953-1957)                                                                                         |
| 1973    | 1982             | Georges Colin              | PS          | Professeur de géographie à la Faculté de Reims Député (1981-1993)                                                  |
| 1982    | 1988             | Edmond Bechambes           | RPR         | Professeur Maire de Bétheny                                                                                        |
| 1988    | 2008             | Jean-René Maillard         | PS          | Professeur, ancien adjoint au maire de Reims (1977-1983)                                                           |
| 2008    | 2015             | Sabrina Ghallal            | PS          | Professeur |

### Conseillers départementaux depuis 2015
| Période élective | Période élective | Mandat | Mandat   | Identité            | Nuance | Nuance | Qualité |
| ---------------- | ---------------- | ------ | -------- | ------------------- | ------ | ------ | --- |
| 2015             | 2021             | 2015   | 2021     | Kim Duntze          |        | LR     | Courtier en assurances et placements Vice-Présidente du Conseil départemental (Enfance - Famille) Élue en 2021 dans le canton de Reims-3 |
| 2015             | 2021             | 2015   | 2021     | Jean-Pierre Fortuné |        | LR     | Directeur transports Maire de Tinqueux Ancien conseiller général du Canton de Reims-1 (2004-2015)                                        |
| 2021             | 2028             | 2021   | en cours | Jean-Pierre Fortuné |        | LR     | Conseiller sortant |
| 2021             | 2028             | 2021   | en cours | Juliette Sygut      |        | DVD    | Avocate, maître de conférences à l'Université de Reims Champagne-Ardenne                                                                 |

### Résultats détaillés

#### Élections de mars 2015
À l'issue du 1er tour des élections départementales de 2015, deux binômes sont en ballottage : Kim Duntze et Jean-Pierre Fortuné (UMP, 51,88 %) et Marthe Beaubouchez et Serge Toscanelli (FN, 23,34 %). Le taux de participation est de 47,43 % (7 825 votants sur 16 499 inscrits) contre 48,93 % au niveau départemental et 50,17 % au niveau national.
Au second tour, Kim Duntze et Jean-Pierre Fortuné (UMP) sont élus avec 75,68 % des suffrages exprimés et un taux de participation de 44,91 % (5 191 voix pour 7 409 votants et 16 499 inscrits).
Le 13 mai 2016, le Conseil d'État confirme l'annulation des résultats de mars 2015 prononcée par le tribunal administratif de Châlons-en-Champagne. Cette annulation fait suite à l'inéligibilité prononcée contre Jean-Pierre Fortuné après les élections municipales de 2014. Le Conseil d’État a également invalidé l’élection de son binôme féminin, Kim Duntze, adjointe au maire de Reims. Le scrutin organisé les 26 juin et 3 juillet 2016 confirme les résultats de l'élection de 2015.

#### Élections de juin 2021
Le premier tour des élections départementales de 2021 est marqué par un très faible taux de participation (33,26 % au niveau national). Dans le canton de Reims-4, ce taux de participation est de 27,3 % (4 605 votants sur 16 870 inscrits) contre 28,76 % au niveau départemental. À l'issue de ce premier tour, deux binômes sont en ballottage : Jean-Pierre Fortuné et Juliette Sygut (DVD, 62,54 %) et Sandrine Leroy et Stéphane Pirouelle (Union à gauche, 24,8 %).
Le second tour des élections est marqué une nouvelle fois par une abstention massive équivalente au premier tour. Les taux de participation sont de 34,36 % au niveau national, 29,32 % dans le département et 28,18 % dans le canton de Reims-4. Jean-Pierre Fortuné et Juliette Sygut (DVD) sont élus avec 70,8 % des suffrages exprimés (3 155 voix pour 4 754 votants et 16 872 inscrits),,.

## Composition

### Composition avant 1973
Communes de :
- Reims (en partie)
- Bétheny
- Champigny
- La Neuvillette
- Saint-Brice-Courcelles

### Composition de 1973 à 1985
À la suite du redécoupage de 1973, le canton de Reims-IV est composé de :
- la commune de Bétheny,
- la portion de territoire de la ville de Reims déterminée par l'axe des voies ci-après : avenue de Laon et route nationale no 44 dans la traversée de La Neuvillette côté pair, les limites de la ville de Reims et des communes de Courcy et de Bétheny, la voie ferrée Reims—Charleville des limites de Bétheny et les emprises de la S. N. C. F. jusqu'à la rue Gosset, boulevard Jules-César côté impair et place de la République entre le boulevard Jules-César et l'avenue de Laon.

### Composition de 1985 à 2015

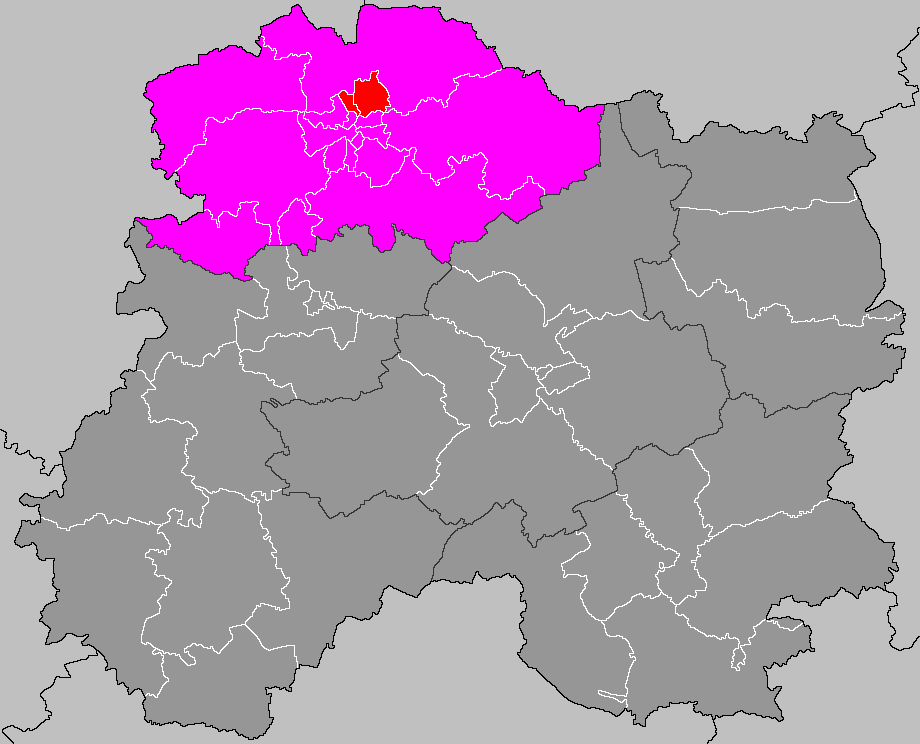
Situation du canton de Reims-4 dans le département de la Marne avant 2015.

Le redécoupage de 1985 entraîne une réduction de la taille du canton. Il est alors composé de :
- la commune de Bétheny,
- la portion de territoire de la ville de Reims située dans l'ancien canton de Reims-IV, au Nord-Est d'une ligne définie par l'axe des voies ci-après : boulevard des Belges, (à partir de la place des Belges), Voie de chemin de fer Reims-Laon (jusqu'au pont Huet), pont Huet.

### Composition depuis 2015
Le canton est désormais composé de :
1. cinq communes entières,
2. la partie de la commune de Reims située à l'ouest d'une ligne définie par l'axe des voies et limites suivantes : depuis la limite territoriale de la commune de Tinqueux, rue de l'Égalité, chemin des Bons-Malades, rue du Docteur-Bienfait, avenue d'Épernay, avenue du Général-de-Gaulle, chaussée Bocquaine, rue du Colonel-Fabien, rue de Vesle, place Colin, rue de Vesle, pont de Vesle, rue de Vesle, place Myron-Herrick, rue Carnot, place Royale, rue Colbert, place du Forum, rue de Tambour, rue de Mars, rue Henri-IV, rue Jovin, rue du Général-Sarrail, boulevard Desaubeau, place de la République, avenue de Laon, ligne de chemin de fer, rue de Saint-Brice, rue Tarbé, avenue Brébant, rue Saint-Charles, passerelle Saint-Charles, ligne de chemin de fer, jusqu'à la limite territoriale de la commune de Saint-Brice-Courcelles.

| Nom                           | Code Insee | Intercommunalité | Superficie (km2) | Population (dernière pop. légale)                | Densité (hab./km2) | Modifier                                    |
| ----------------------------- | ---------- | ---------------- | ---------------- | ------------------------------------------------ | ------------------ | ------------------------------------------- |
| Reims (bureau centralisateur) | 51454      | CU Grand Reims   | 46,90            | Fraction : 9 856 (2022) Commune : 178 478 (2022) | 3 806              | modifier les données · modifier les données |
| Bezannes                      | 51058      | CU Grand Reims   | 8,01             | 4 456 (2022)                                     | 556                | modifier les données · modifier les données |
| Champfleury                   | 51115      | CU Grand Reims   | 4,02             | 603 (2022)                                       | 150                | modifier les données · modifier les données |
| Champigny                     | 51118      | CU Grand Reims   | 4,49             | 1 616 (2022)                                     | 360                | modifier les données · modifier les données |
| Tinqueux                      | 51573      | CU Grand Reims   | 4,15             | 10 662 (2022)                                    | 2 569              | modifier les données · modifier les données |
| Villers-aux-Nœuds             | 51631      | CU Grand Reims   | 6,44             | 323 (2022)                                       | 50                 | modifier les données · modifier les données |
| Canton de Reims-4             | 5114       |                  |                  | 27 516 (2022)                                    |                    | modifier les données                        |

## Démographie

### Démographie avant 2015
| 1962 | 1968 | 1975 | 1982 | 1990   | 1999   | 2006   | 2011   | 2012   |
| ---- | ---- | ---- | ---- | ------ | ------ | ------ | ------ | ------ |
| -    | -    | -    | -    | 17 492 | 16 137 | 17 039 | 15 923 | 15 802 |

### Démographie depuis 2015
En 2022, le canton comptait 27 516 habitants, en évolution de +15,32 % par rapport à 2016 (Marne : −1,19 %, France hors Mayotte : +2,11 %).
| 2013   | 2018   | 2022   |
| ------ | ------ | ------ |
| 24 107 | 25 250 | 27 516 |